# Districte Federal de Crimea
El Districte Federal de Crimea (en rus: Крымский федеральный округ) era un dels 9 districtes federals de la Federació Russa entre els anys 2014-2016.
Fou creat el 21 de març del 2014 durant el procés d'adhesió de Crimea i Sebastòpol a la Federació Russa, no reconegut per la comunitat internacional, que considera que Crimea forma part integral d'Ucraïna. El 28 de juliol de 2016 fou passat al Districte Federal del Sud

## Composició del Districte Federal de Crimea
- República de Crimea

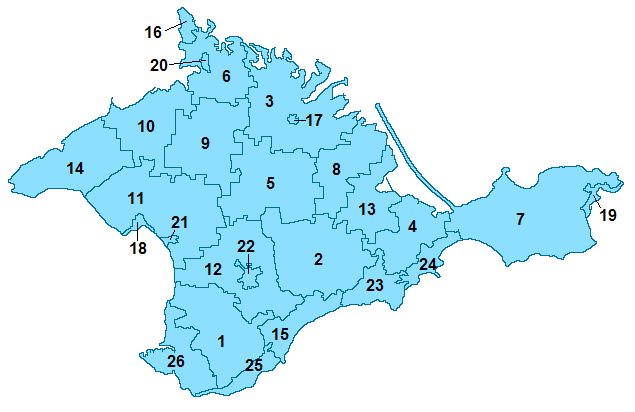
Regions de Crimea

- Sebastòpol (com a ciutat federal de Rússia)